# 이형걸의 아날로그 라디오
이형걸의 아날로그 라디오는 KBS 3라디오에서 2013년 4월 8일부터 2014년 4월 6일까지 1년간 방송했던 라디오 프로그램이다.
진행자는 이형걸 아나운서이며, 방송시간은 매일 아침 8시부터 아침 9시까지이다.
| KBS 3라디오         |                          |                                                                 |
| 이전                | 이형걸의 아날로그 라디오 | 다음                                                            |
| 사랑의 책방         | 이형걸의 아날로그 라디오 | 함께하는 세상 만들기                                            |
| 아침 7시 ~ 아침 8시 | 아침 8시 ~ 아침 9시      | 월~토요일 아침 9시 5분 ~ 오전 10시, 일요일 아침 9시 ~ 오전 10시 |
|                     |                          |                                                                 |